# Пантиани (Телавский муниципалитет)
Пантиани (груз. პანტიანი) — село в Грузии, в муниципалитете Телави края Кахетия. 

## География
Село расположено в западной части края, в 18 километрах по прямой к юго-западу от центра муниципалитета Телави. Высота центра — 1420 метров над уровнем моря.

## Население
По данным переписи населения 2014 года, в селе проживало 2 человека.
| Год  | Население |
| ---- | --------- |
| 2002 | 15        |
| 2014 | 2         |